# Rafalus
Rafalus là một chi nhện trong họ Salticidae.